# Espina-xoca
L'espina-xoca (Xanthium spinosum) és una mala herba classificada en la família de les asteràcies i en el gènere Xanthium el qual té una quinzena d'espècies, si bé Xanthium spinosum n'és l'única que té espines. És una herba anual, de 30 a 100 cm d'alçada, ramificada amb fulles enteres o lobades i floreix de juliol a octubre. Té espines per tota la planta. Els fruits, tenen espines en forma de ganxo, cosa que fa que puguin ser dispersats moltes vegades agafades als pèls dels animals (vegeu, també, velcro).
Introduïda d'Amèrica del Sud a Europa i en general a gran part del món. Està limitada al centre i sud d'Europa per qüestions climàtiques. Als Països Catalans és present a tot el territori fins als 1.300 metres d'altitud, en general en sòls secs.

## Noms populars
Aquesta planta té molts noms vernacles, alguns dels quals (caparres, catxurros) es refereixen tan sols al fruit, petit, semblant a un pinyol d'oliva però molt lleuger i carregat d'agullons, fàcilment enganxós a la roba, que a molts indrets era usat per a penjar les llufes del dia dels Innocents: aferracabells, aferragós, arrencamonyos, baconets, blanquiella, cadells, cadiretes, caparrera, card estelat, cardassina, cardigassa borda, cardigassos, catxurrera, catxurros, enganxadones, enganxagossos, enganxamonyos, enganxavelles, escardot bord, escorpins, espinacal, espina-xoca, (a)ferragossos, floravia, gafet, gafets petits, garrinets, gossets, gossos, gutxets}, herba catxurrera, herba de l'hepatitis, herba de les espines, herba de les punxes, herba de tres claus, herba espitllera, herba fetgera, herba pollosa, herba xoca, llagasta, llagastes, llapassa menuda, llapassa petita, llufes, narriola, obriülls, punxera, rastellera, rialla, rialles (espinoses), te de garrot, te de punxes.

## Danys i control
Aquesta espècie invasora és una planta ruderal i una mala herba dispersa a gran part del món des del seu lloc d'origen, Xile. Un cop instal·lada costa molt d'erradicar, ja que en tenir punxes vulnerants no s'arrenca a mà. Els herbicides aconsegueixen matar-la però no eliminen la viabilitat dels fruits. Causa un gran perjudici en les ovelles, en primer lloc perquè és una planta verinosa i després perquè s'enreden els seus fruits en la llana.